# Sorry Not Sorry
"Sorry Not Sorry" (estilizada como "Sorry Not Sorry") é uma canção da cantora estadunidense Demi Lovato, contida em seu sexto álbum de estúdio Tell Me You Love Me (2017). Foi composta pela própria em conjunto com Warren "Oak" Felder, Sean Douglas, Trevor Brown e William Zaire Simmons, sendo produzida por Felder. O seu lançamento ocorreu em 11 de julho de 2017, através das gravadoras Island, Hollywood e Safehouse, sendo enviada para rádios mainstream em 18 do mesmo mês pela Republic, servindo como o primeiro single do disco.

## Faixas e formatos
| Download digital |                   |         |  |
| N.º              | Título            | Duração |  |
| 1.               | "Sorry Not Sorry" | 3:23    |  |

## Créditos
Lista-se abaixo os profissionais envolvidos na elaboração de "Sorry Not Sorry", de acordo com o serviço Tidal:
| - Demi Lovato: composição, vocalista principal - "Downtown" Trevor Brown: composição, programação - Warren "Oak" Felder: composição, produção, teclado, programação - Sean Douglas: composição, vocalista de apoio | - Zaire Koalo: composição, programação de bateria - Nicole Llorens: assistência de gravação - Manny Marroquin: mixagem - Jose Balaguer: gravação |

## Desempenho nas tabelas musicais
| Tabela musical (2017)                                  | Melhor posição |
| ------------------------------------------------------ | -------------- |
| Alemanha (Media Control Charts)                        | 62             |
| Austrália (ARIA Charts)                                | 8              |
| Áustria (Ö3 Austria Top 40)                            | 45             |
| Bélgica (Ultratip de Flandres)                         | 2              |
| Bélgica (Ultratip da Valônia)                          | 1              |
| Canadá (Canadian Hot 100)                              | 19             |
| Croácia (Croatian Airplay Radio Chart)                 | 73             |
| Dinamarca (Tracklisten)                                | 33             |
| Escócia (The Official Charts Company)                  | 12             |
| Eslováquia (IFPI Slovenská Republika)                  | 20             |
| Espanha (Productores de Música de España)              | 23             |
| Estados Unidos (Billboard Hot 100)                     | 6              |
| Estados Unidos (Pop Songs)                             | 1              |
| Estados Unidos (Adult Pop Songs)                       | 29             |
| Filipinas (Philippine Hot 100)                         | 31             |
| Finlândia (IFPI Finlândia)                             | 28             |
| França (Syndicat National de l'Édition Phonographique) | 55             |
| Grécia (Greece Digital Songs)                          | 8              |
| Hungria (Magyar Hanglemezkiadók Szövetsége)            | 9              |
| Irlanda (Irish Recorded Music Association)             | 8              |
| Itália (Federazione Industria Musicale Italiana)       | 58             |
| Malásia (Recording Industry Association of Malaysia)   | 17             |
| México (Mexico Inglés Airplay)                         | 36             |
| Noruega (VG-lista)                                     | 17             |
| Nova Zelândia (NZ Top 40 Singles)                      | 6              |
| Países Baixos (MegaCharts)                             | 39             |
| Portugal (Associação Fonográfica Portuguesa)           | 17             |
| Reino Unido (UK Singles Chart)                         | 9              |
| Chéquia (IFPI Česká Republika)                         | 18             |
| Suécia (Sverigetopplistan)                             | 34             |
| Suíça (Schweizer Hitparade)                            | 47             |
| União Europeia (Euro Digital Songs)                    | 18             |

| País (Empresa)        | Certificação |
| --------------------- | ------------ |
| Austrália (ARIA)      | 2× Platina   |
| Canadá (Music Canada) | 2× Platina   |
| Estados Unidos (RIAA) | 3× Platina   |
| Itália (FIMI)         | Platina      |
| Nova Zelândia (RMNZ)  | 2× Platina   |
| Reino Unido (BPI)     | Platina      |

## Histórico de lançamento
| País           | Data                | Formato           | Gravadora                    |
| -------------- | ------------------- | ----------------- | ---------------------------- |
| Mundo          | 11 de julho de 2017 | Download digital  | Island, Hollywood, Safehouse |
| Estados Unidos | 18 de julho de 2017 | Rádios mainstream | Republic                     |